# Belisana kinabalu
Belisana kinabalu es una especie de arañas araneomorfas de la familia Pholcidae.

## Distribución geográfica
Es endémica de Borneo.